# Virginie Marie
Pour les articles homonymes, voir Marie.
Virginie Marie, née le 24 avril 1978, est une judokate française.

## Carrière
Virginie Marie obtient la médaille de bronze dans la catégorie des moins de 52 kg aux Jeux méditerranéens de 2001 à Tunis. 
Elle est sacrée championne de France de judo dans la catégorie des moins de 52 kg en 2001, dans la catégorie des moins de 48 kg en 2003 et dans la catégorie des moins de 63 kg en 2007.